# Stanisław Bieszczad

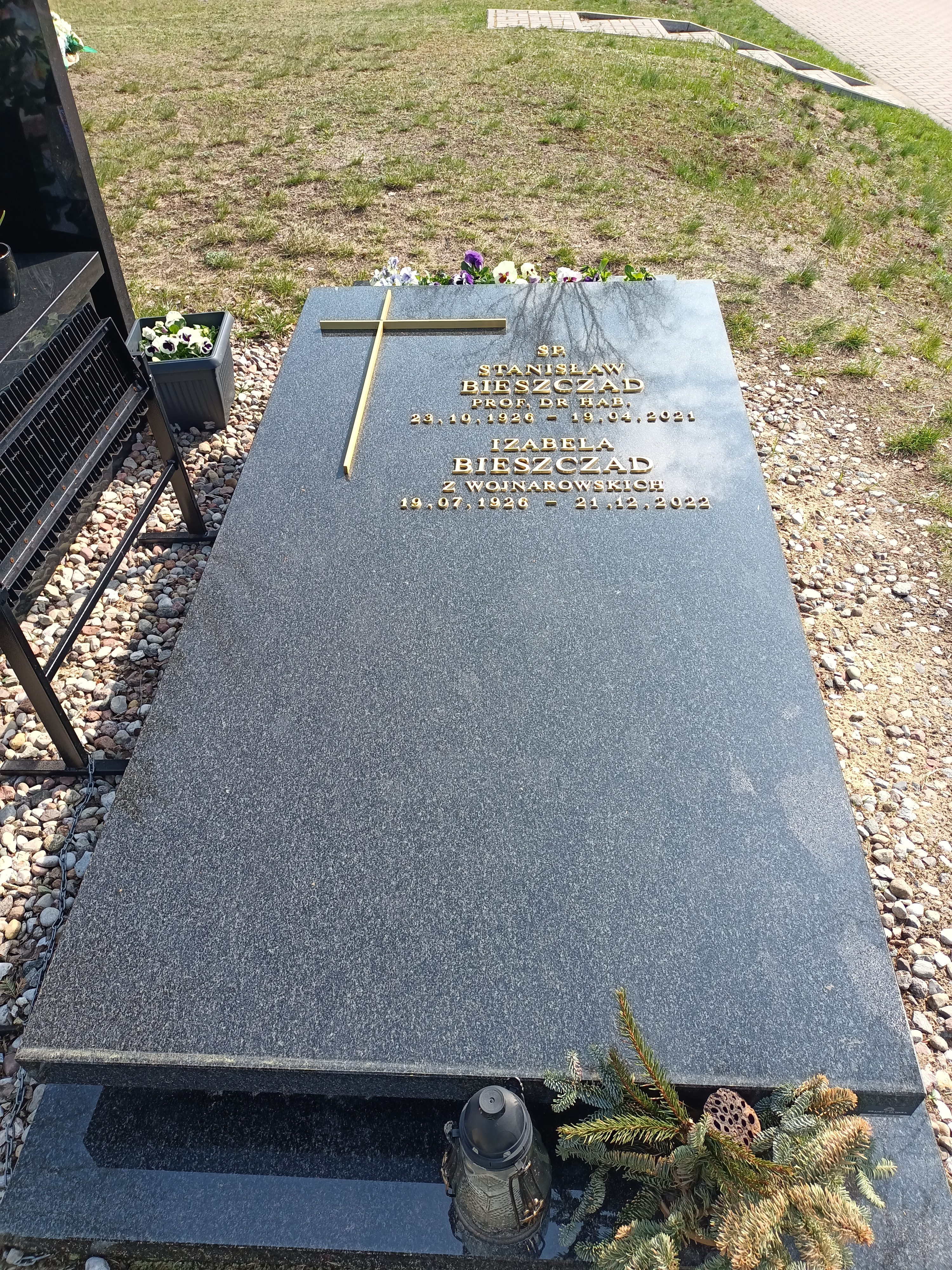
Grób Stanisława Bieszczada

Stanisław Bieszczad (ur. 23 października 1926 w Brzezinach, zm. 29 kwietnia 2021) – polski ekolog i wykładowca akademicki.

## Życiorys
Urodził się w Brzezinach koło Ropczyc i tam ukończył w 1941 szkołę powszechną, po czym kontynuował edukację w ramach tajnego nauczania i w 1944 uzyskał małą maturę. W latach 1943–1944 należał do Armii Krajowej. W 1946 uzyskał maturę w Państwowym Liceum Ogólnokształcącym w Ropczycach i podjął studia na Wydziale Rolniczym Wyższej Szkoły Rolniczej we Wrocławiu, które ukończył w 1953 z tytułem magistra inżyniera rolnictwa. Stopień doktora nauk rolno-leśnych uzyskał w 1960, a stopień doktora habilitowanego nauk rolniczych w 1968. Tytuł naukowy profesora nadzwyczajnego otrzymał w 1979.
Promotor dwóch doktoratów, a także recenzent prac doktorski, habilitacyjnych i wniosków kandydatów na profesorów. Autor i współautor skryptów i podręczników akademickich (w tym jednego z pierwszych na temat ekologii pt. Zagrożenia, ochrona i kształtowanie środowiska przyrodniczo-rolniczego), autor 73 publikacji naukowych. Prowadził badania w zakresie rolniczej ekologii roślin i ochrony środowiska przyrodniczo-rolniczego, wpływu emisji przemysłowych na jakość płodów rolnych i możliwości rekultywacji nieużytków poprzemysłowych.
Odznaczony Krzyżem Kawalerskim Orderu Odrodzenia Polski.
Zmarł 29 kwietnia 2021. Pochowany na warszawskim cmentarzu w Marysinie Wawerskim.